# BMW K 100 LT
La BMW K 100 LT est une moto du constructeur BMW. La Tourer de la série K 100 a été construite de 1986 à 1991 dans l’usine BMW de Berlin à Spandau.

## Généralités
Au cours des cinq années de construction, le modèle K 100 LT (Luxus-Tourer) fut produit à 14 899 exemplaires. Outre l'équipement du K 100 RT (grand carénage et valises), la LT était équipée d'une selle confort, d'un top-case et de panneaux de carrosserie peints de la couleur de la moto.
La LT fut initialement construite parallèlement au modèle K 100 RT, mais l’a remplacée en 1989. Fin 1991, elle fut remplacée par la K 1100 LT.

## Données techniques

### Moteur
Le modèle est entraîné par un moteur en ligne quatre cylindres quatre temps de 987 cm3 installé horizontalement. Il a une course de 70 mm et un alésage de 67 mm, avec un taux de compression est de 10,2: 1. Ce moteur est doté d'une injection électronique Bosch (LE-Jetronic) et d'un contrôle d'allumage électronique. La lubrification se fait par carter humide. La batterie a une tension de 12 V et une capacité de 25 Ah. L'alternateur génère une puissance électrique de 460 W.

### Transmission
Disposant d'un embrayage à sec monodisque, la conversion de couple passe par une boîte à cinq vitesses à commutation par griffes. L'entraînement secondaire s'effectue via un arbre à cardan.

### Cadre
Le châssis est basé sur un cadre tubulaire et supporte à l'arrière un bras oscillant Monolever. À l'avant se trouve une fourche télescopique de 41,3 mm de diamètre avec amortisseurs hydrauliques. À l'avant se trouve un double frein à disque, et un frein à disque à l'arrière, les trois avec un diamètre de 285 mm. À partir de 1988, un système antiblocage de 10 kg en option était également proposé pour 1 980 DM. Les roues sont en alliage léger.

### Divers
Le poids à vide est de 283 kg, le poids total autorisé est de 480 kg.
La moto accélère de 0 à 100 km/h en 4,1 s et atteint une vitesse de pointe de 209 km/h.
En 1986, le prix d'achat était de 18 530 DM.